# Pietro De Camilli
Pietro De Camilli é um biólogo ítalo-americano e professor de Neurociência e Biologia Celular na Faculdade de Medicina da Universidade Yale. Ele também é um pesquisador no Howard Hughes Medical Institute. De Camilli concluiu seu diploma de M.D. pela Universidade de Milão, na Itália, em 1972. Ele então foi para os Estados Unidos e fez seus estudos de pós-doutorado na Universidade de Yale com Paul Greengard.
De Camilli é conhecido por contribuições que têm demonstrado o papel crucial das interações proteína-lipídios e metabolismo dos fosfoinositídeos no controle do tráfego de membranas na sinapse.

Ele recebeu vários prêmios e honras por seu trabalho. Ele foi eleito para a Organização Europeia de Biologia Molecular em 1987. Em 2001, ele foi eleito para a Academia Nacional de Ciências e para a Academia Americana de Artes e Ciências. Em 1990, ele recebeu o Max-Planck-Forschungspreis junto com Reinhard Jahn (atualmente no Instituto Max Planck de Psiquiatria). Em 2019, ele foi premiado com a Ernst Jung Gold Medal for Medicine pela conquista da vida.